# Neoanthylla
Neoanthylla is een geslacht van wantsen uit de familie van de Reduviidae (Roofwantsen). Het geslacht werd voor het eerst wetenschappelijk beschreven door Kormilev in 1951.

## Soorten
Het genus bevat de volgende soorten:

- Neoanthylla bucki (Kormilev, 1951)
- Neoanthylla horvathi (Handlirsch, 1898)
- Neoanthylla peruviana Kormilev, 1964